# Shanghai Tower
De Shanghai Tower is een wolkenkrabber in het Pudong district in Shanghai, China. Het gebouw heeft een hoogte van 632 meter en telt 128 verdiepingen boven de grond en 5 verdiepingen onder de grond. Daarmee is het de hoogste toren in een groep van drie wolkenkrabbers, de andere torens zijn Jin Mao Tower en Shanghai World Financial Center. Het is de hoogste wolkenkrabber van China en de op twee na hoogste ter wereld, na de 828 meter hoge Burj Khalifa in Dubai, en het op drie na hoogste bouwwerk ter wereld na de 634 meter hoge Tokyo Sky Tree in Tokio.
De primaire functie van de toren is kantoorruimte, maar er zit ook een groot 5-sterren hotel in. Daarnaast zijn 5 verdiepingen in gebruik als observatorium (verdieping 118, 119, 125, 126 en B2), maar 125 en 126 zijn nog niet voor het publiek opengesteld. Onder in de toren zitten nog diverse commerciële ruimtes (winkels).
De toren is via de buitenlucht en via het ernaast gelegen (deels ondergrondse) winkelcentrum bereikbaar. Met metrolijn 2 komt men op loopafstand van de toren uit.
De bouw van de Shanghai Tower begon op 29 november 2008 en was voltooid in 2015.